# Großsteingräber bei Seelvitz
Die Großsteingräber bei Seelvitz sind drei megalithische Grabanlagen der jungsteinzeitlichen Trichterbecherkultur bei Seelvitz, einem Ortsteil von Zirkow im Landkreis Vorpommern-Rügen (Mecklenburg-Vorpommern). Die Gräber 1 und 2 tragen die Sprockhoff-Nummern 493 und 494. Grab 1 wird auch als Teufelsstein und Grab 2 als Hüningsbusch bezeichnet. Diese beiden Gräber wurden 1970 archäologisch untersucht.

## Lage
Grab 1 liegt gut 500 m westlich von Seelvitz. Grab 2 befindet sich etwa 300 m nordöstlich des Ortes und etwa 930 m von Grab 1 entfernt. Grab 3 liegt südöstlich des Ortes und etwa 620 m südlich von Grab 1 bzw. 1,2 km ostsüdöstlich von Grab 2.
In der näheren Umgebung gibt es zahlreiche weitere Großsteingräber. 670 m westlich von Grab 1 liegt das Großsteingrab Posewald, 2,5 km südwestlich liegen die Großsteingräber bei Lonvitz. 450 m südlich von Grab 3 befinden sich die Großsteingräber bei Nadelitz und 3,1 km östlich die Großsteingräber bei Dummertevitz.

## Forschungsgeschichte
Die Existenz der Gräber wurde erstmals in den 1820er Jahren durch Friedrich von Hagenow handschriftlich erfasst. Seine Notizen wurden 1904 von Rudolf Baier veröffentlicht. Von Hagenow erfasste nur zwei Gräber. Ernst Sprockhoff nahm 1931 die Gräber 1 und 2 für seinen Atlas der Megalithgräber Deutschlands auf, übersah aber Grab 3, obwohl dieses bereits auf einem Messtischblatt verzeichnet worden war. 1957 wurden die Anlagen unter Schutz gestellt. Im Frühling 1970 wurden Grab 1 unter Leitung von Adolf Hollnagel und Grab 2 unter Leitung von Erika Beltz archäologisch untersucht. Grab 1 wurde im Januar 2024 restauriert.

## Beschreibung

### Grab 1
Grab 1 besitzt eine annähernd ost-westlich orientierte Grabkammer. Eine Hügelschüttung ist nicht nachgewiesen. Ernst Sprockhoff ging bei seiner Dokumentation noch von einem erweiterten Dolmen aus, die Grabung von Adolf Hollnagel erbrachte jedoch, dass es sich um einen Großdolmen handelt. Die Kammer hat eine Länge von 3 m, eine Breite von 1,9 m und eine Höhe von 1,2 m. Von den Wandsteinen sind noch alle drei an der südlichen Langseite sowie der mittlere und der westliche an der nördlichen Langseite erhalten, ebenso der Abschlussstein an der östlichen Schmalseite. Der östliche Deckstein ist nach Süden verschoben; seine Oberseite weist drei Schälchen auf. Der mittlere Deckstein war ins Innere der Kammer gesunken; an seinem Nordende war ein Stück abgesprengt. Im Zuge der Grabung wurde er an die Südseite der Kammer verlagert. Vom westlichen Deckstein sind nur noch zwei Bruchstücke erhalten.
Der Zugang zur Kammer lag an der nördlichen Hälfte der westlichen Schmalseite. Hier war der Kammer ein Gang aus zwei Wandsteinpaaren vorgelagert. Die Höhe des Gangs betrug 0,8 m.  Nur die beiden nördlichen Steine waren noch erhalten; der östliche stand in situ, der westliche war nach außen umgekippt. Die beiden Decksteine des Gangs sind verlagert. Zwischen Gang und Kammer war eine Sandsteinplatte mit einer flachen Mulde senkrecht als Schwellenstein in den Boden eingelassen worden.
Die Zwischenräume der Wandsteine waren mit Trockenmauerwerk aus Rotsandstein verfüllt worden, das mit Lehm verfugt war. Vom Kammerboden waren nur noch Reste in den Ecken sowie unter dem mittleren Deckstein erhalten. Auf den anstehenden Sandboden war eine 5 cm dicke Kiesschicht und auf dieser wiederum eine 5 cm dicke Schicht aus Lehmestrich aufgebracht worden. Durch senkrechte Sandsteinplatten war die Kammer ursprünglich in Quartiere eingeteilt worden. Hiervon haben sich Reste unter dem mittleren südlichen Deckstein erhalten.
Knochenreste waren nicht erhalten. Auch von den Grabbeigaben war nicht mehr viel vorhanden. Hierzu gehörten einige verzierte und unverzierte Keramikscherben, zwei Handmahlsteine und eine tropfenförmige Bernstein-Perle. Weiterhin wurde eine Scherbe eines mittelalterlichen Bombentopfes gefunden.

### Grab 2
Grab 2 besitzt ein ost-westlich orientiertes trapezförmiges Hünenbett, dessen Enden nicht erhalten sind, sodass die ursprüngliche Länge nicht mehr zu ermitteln ist. Von der Umfassung sind noch drei Steine an der Südseite und fünf an der Nordseite erhalten.
Die quer zum Bett gestellte nord-südlich orientierte Grabkammer ist in schlechtem Erhaltungszustand. Sie ist ebenfalls als Großdolmen anzusprechen. Ernst Sprockhoff nahm bei seiner Dokumentation eine Kammer aus vier Wandsteinpaaren mit einer Länge von etwa 6 m und einer Breite von etwa 1,7 m an. Die Grabung von Erika Beltz ergab allerdings, dass die Kammer nur drei Wandsteinpaare besessen hatte. Die Länge der Kammer beträgt 4 m, die Breite 1,9 m im Süden, 2,5 m in der Mitte und 2,0 m im Norden. Die Kammerhöhe beträgt 1,2 m. An der westlichen Langseite sind noch alle Steine erhalten, an der östlichen der mittlere und der nördliche. Ebenso sind noch der nördliche Abschlussstein und ein schmaler Abschlussstein an der Westseite der südlichen Schmalseite erhalten. Die Südostecke der Kammer ist gestört, hier fehlen der dritte Wandstein der Ostseite sowie der gesamte Eingangsbereich. Vermutlich bestand der Eingang ursprünglich aus einem Windfang, wie es für Großsteingräber auf Rügen typisch ist. Von den Decksteinen ist nur noch ein Fragment im Südwestteil der Anlage erhalten. Das Decksteinfragment weist fünf Schälchen auf. Sechs weitere Schälchen wurden auf dem nördlichen Wandstein der östlichen Langseite festgestellt. Die Zwischenräume der Wandsteine waren mit Trockenmauerwerk verfüllt, das sich nur an der westlichen Langseite erhalten hatte.
Der Kammerboden war zu etwa drei Viertel gestört und nur im Südwesten noch gut erhalten. Auf den anstehenden Sandboden war eine etwa 10 cm dicke Schicht aus Lehmestrich aufgebracht worden, auf dieser wiederum eine Schicht aus Steingrus. Durch senkrechte Sandsteinplatten war die Kammer in Quartiere eingeteilt worden. Zwei Quartiere mit einer Breite von 0,8 m hatten sich vor dem südlichen und mittleren Wandstein der Westseite erhalten. Im südlichen Quartier wurden mehrere liegende Sandsteinplatten festgestellt, deren genauer Zweck unklar ist, da sowohl darüber als auch darunter Funde auftraten. Unter den Platten wurde zudem eine Brandschicht festgestellt.
Knochenreste konnten nur im nördlichen Quartier festgestellt werden. Sie waren aber für eingehendere Untersuchungen zu schlecht erhalten waren. Zu den Grabbeigaben gehörten fünf verzierte Keramikgefäße (vier doppelkonische Gefäße und ein Trichterbecher) und drei unverzierte Näpfe. Hinzu kommen Scherben weiterer Gefäße. Weiterhin wurden sechs Bernsteinperlen, ein Handmahlstein, ein Flachbeil aus Feuerstein, 20 querschneidige Pfeilspitzen, 20 Klingen und ein Schaber aus Feuerstein.

### Grab 3
Grab 3 ist bislang in der Literatur nicht näher beschrieben worden. Es liegt in einem runden Hügel mit einem Durchmesser von etwa 20 m. Die Kammer besteht aus mehreren Wand- und wahrscheinlich drei Decksteinen, von denen einer noch auf den Wandsteinen aufliegt. Ewald Schuldt führte die Anlage als Großsteingrab von unbestimmtem Typ, Erika Beltz und Adolf Hollnagel hielten es hingegen für einen Großdolmen. Über Ausrichtung und Maße der Kammer liegen keine Angaben vor.